# Governo del Marocco
Il Governo del Marocco (in arabo: حكومة المغرب in forma semplificata hukumat almaghrib, in francese: Gouvernement du Maroc) è il principale organo esecutivo del Marocco.

## Storia
Il Marocco ha una lunga storia ed è stato un luogo di incontro di influenze intellettuali e politiche, ha conosciuto un movimento permanente a partire dal XX secolo, che gli ha permesso di acquisire ricchezze civili e culturali, diventando una guida per molte trasformazioni. Per diversi anni ha vissuto una doppia transizione politica, che fu rappresentata da due eventi, il primo dall'arrivo dell'opposizione politica al potere nel marzo 1998, e le conseguenti estensioni politiche che riguardavano la nomina di un governo consensuale guidato dal dissidente socialista Abderrahmane Youssoufi, la seconda di queste da Mohammed VI, divenuto re, succedendo ad Hassan II alla morte di questi.

## Struttura e operatività
Il governo è di solito composto da circa 25 ministri e da 5 a 10 "Segretari di Stato" e "Ministri delegati". È guidato dal Primo ministro (ufficialmente Presidente del governo dall'agosto 2011), nominato dal re del Marocco dal partito che ha ottenuto la maggioranza nelle elezioni parlamentari. I ministri del gabinetto sono scelti dal Primo ministro, previa consultazione con gli altri partiti che formano la coalizione di governo e quindi convalidati e nominati dal Re.
Dopo che i membri del governo sono stati nominati dal re, il primo ministro si presenta davanti alle due camere del parlamento per presentare il programma del suo governo, in cui traccia le linee guida, il lavoro della squadra del suo governo, che intende svolgere e la sua attuazione nei vari settori nazionali, in particolare nei settori della politica economica, sociale ed estera del paese.
Questo programma è oggetto di discussione in seno alla Camera dei rappresentanti e alla Camera dei consiglieri, seguito da un voto per accettarlo o respingerlo. Sotto la responsabilità del Primo ministro, il governo lavora per attuare le leggi e supervisionare le misure e le decisioni amministrative.